# Casquete

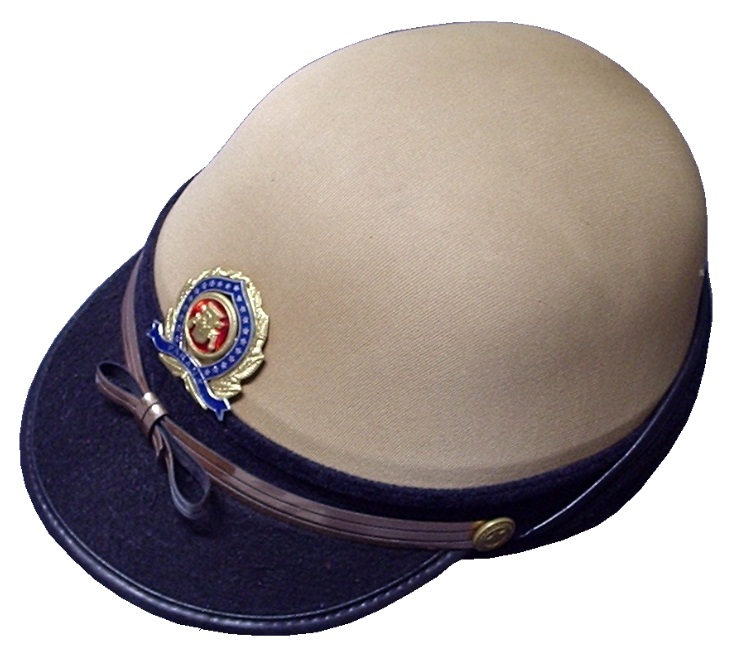
Casquete de Polícia Feminina da Polícia Militar do Paraná.

Casquete significa pequeno casco (capacete), e é a denominação adotada para coberturas militares femininas no Brasil.
Casquete é também um pequeno chapéu sem abas, normalmente adornado por plumas, laços e/ou tule.
Costuma cobrir apenas parte da cabeça da senhora e é associado ao luxo e ao glamour dos anos 20, 30 e 40. É utilizado também por noivas da época, e em velórios, enfim um chapéu para todas as ocasiões.
Nos dias atuas pessoas que aderiram as modas retro e pin up ainda utilizam.